# Nadja Holm
Nadja Kasanesh Holm, född 10 oktober 1997 i Etiopien, är en svensk sångerska som vann Idol 2020. 
Holm är uppvuxen i orten Roknäs utanför Piteå och hade tidigare anställning på bank men sade upp sig för att satsa mer på både sin musik och sin medverkan i Idol.
Den 27 november 2020 stod det klart att Holm och Paulina Pancenkov skulle möta varandra i Idolfinalen den 4 december. Där vann hon hela finalen och fick låten  "(Better Get) Used To Me" som sin vinnarlåt.

## Teater

### Roller
| År   | Roll          | Produktion                                | Regi            | Teater       |
| ---- | ------------- | ----------------------------------------- | --------------- | ------------ |
| 2022 | Rachel Marron | The Bodyguard Alexander Dinelaris Jr.(en) | Thomas Agerholm | Chinateatern |